# رامون سايز
رامون سايز (بالإسبانية: Ramón Sáez Marzo)‏ مواليد 8 مارس 1940 في إسبانيا - الوفاة 18 يونيو 2013 في بلنسية، كان دراج. سبق أن شارك في دورة الألعاب الأولمبية الصيفية.

## الميداليات
| الميدالية | المسابقة                                    |
| --------- | ------------------------------------------- |
| فضية      | بطولة العالم لسباق الدراجات على الطريق 1964 |
| برونزية   | بطولة العالم لسباق الدراجات على الطريق 1967 |

## روابط خارجية
- رامون سايز على موقع أرشيف الدراجات (الإنجليزية)
- رامون سايز على موقع إحصائيات الدراجات الإحترافية (الإنجليزية)
- رامون سايز على موقع CycleBase (الإنجليزية)
- رامون سايز على موقع أوليمبيديا (الإنجليزية)